# يان سنكلير
يان سنكلير (بالإنجليزية: Ian Sinclair)‏ (1 يونيو 1933 في نيوزيلندا - ) هو لاعب كريكت نيوزلندي. شارك مع منتخب نيوزيلندا الوطني للكريكت. أما مع النوادي، فقد لعب مع فريق كانتربري للكريكت ‏.

## وصلات خارجية
- يان سنكلير على موقع إي آس بي آن كريك إنفو (الإنجليزية)